# Jenna Johnson
	Jenna Leigh Johnson (Santa Rosa (Californië), 11 september 1967) is een Amerikaans zwemster.

## Biografie
Johnson won tijdens de Olympische Zomerspelen van 1984 in eigen land de zilveren medaille medaille op de 100m vlinderslag achter haar landgenote Mary T. Meagher. Op de 4x100m vrije slag en de 4x100m wisselslag won zij de gouden medaille op de wisselslagestafette kwam Johnson allen in actie in de series.
Tijdens de eerste  Pan-Pacifische kampioenschappen zwemmen won Johnson de titel op de 100m vrije slag en de 4x100m vrije slag.

## Internationale toernooien
| Jaar | Olympische Spelen                                                                     | Wereldkampioenschappen                                                                            | Pan-Pacifische kampioenschappen                      |
| ---- | ------------------------------------------------------------------------------------- | ------------------------------------------------------------------------------------------------- | ---------------------------------------------------- |
| 1984 | 100m vlinderslag · 4x100m vrije slag · 4x100m wisselslag · Heath zwom enkel de series |                                                                                                   |                                                      |
| 1985 |                                                                                       |                                                                                                   | 50m vrije slag · 100m vrije slag · 4x100m vrije slag |
| 1986 |                                                                                       | 4e 50m vrije slag · 100m vrije slag · 5e 100m vlinderslag · 4x100m vrije slag · 4x100m wisselslag |                                                      |
| 1987 |                                                                                       |                                                                                                   | 100m vrije slag · 100m vlinderslag                   |
| 1988 |                                                                                       |                                                                                                   |                                                      |
| 1989 |                                                                                       |                                                                                                   | 100m vlinderslag · 4x100m wisselslag                 |
| 1991 |                                                                                       | 10e 200m schoolslag                                                                               |                                                      |

1912: Moore, Fletcher, Speirs, Steer ·
1920: Woodbridge, Schroth, Guest, Bleibtrey ·
1924: Donnelly, Ederle, Lackie, Wehselau ·
1928: Lambert, Osipowich, Saville, Norelius ·
1932: Johns, Saville, McKim, Madison ·
1936: Selbach, Wagner, den Ouden, Mastenbroek ·
1948: Corridon, Kalama, Helser, Curtis ·
1952: I. Novák, Temes, É. Novák, Szőke ·
1956: Fraser, Leech, Morgan, Crapp ·
1960: Spillane, Stobs, Wood, von Saltza ·
1964: Stouder, de Varona, Watson, Ellis ·
1968: Barkman, Gustavson, Pedersen, Henne ·
1972: Babashoff, Barkman, Kemp, Neilson ·
1976: Peyton, Sterkel, Babashoff, Boglioli ·
1980: Krause, Metschuck, Diers, Hülsenbeck ·
1984: Johnson, Steinseifer, Torres, Hogshead ·
1988: Otto, Meißner, Hunger, Stellmach ·
1992: Haislett, Martino, Thompson, Torres ·
1996: Martino, Van Dyken, Fox, Thompson ·
2000: Van Dyken, Shealy, Thompson, Torres ·
2004: Mills, Lenton, Thomas, Henry ·
2008: Dekker, Kromowidjojo, Heemskerk, Veldhuis ·
2012: Coutts, C. Campbell, Elmslie, Schlanger ·
2016: McKeon, Elmslie, B. Campbell, C. Campbell ·
2020: B. Campbell, Harris, McKeon, C. Campbell ·
2024: O'Callaghan, Jack, McKeon, Harris